# Rupert de Bingen
|  | Per a altres significats, vegeu «Sant Robert». |

Rupert de Bingen (Bingen am Rhein, 712 - 732) fou un eremita alemany. És venerat com a sant per diverses confessions cristianes.

## Biografia
La principal font per a la seva vida és la Vita Sancti Ruperti, escrita per Hildegarda de Bingen al segle xiii. Era fill de la noble Berta de Bingen, cristiana, i de Robold, pagà. Quan aquest morí, Berta li donà educació cristiana i en fer quinze anys, ell i la seva mare feren una peregrinació a Roma. En tornar, va decidir de fer vida religiosa. De família benestant, ell i la seva mare van donar els seus béns als necessitats i construïren diverses esglésies.
A partir de llavors, Rupert es retirà a fer vida eremítica a un turó del riu Nahe, a la rodalia de Bingen am Rhein. Hi morí quan tenia vint anys, arran d'una febre.

## Veneració
Fou sebollit al mateix turó on hi havia l'ermita, que prengué el nom de Rupertsberg. Al segle xiii, Hildegarda de Bingen hi fundà un monestir dedicat al sant, segons la tradició a partir d'una revelació que tingué en somnis.
Avui les seves restes es troben a la capella de Sant Roc (Rochuskapelle) de Bingen am Rhein; a Eibingen hi ha la relíquia d'un braç. La seva festa, juntament amb la de la seva mare, és el 15 de maig. A Alemanya era el patró dels pelegrins.

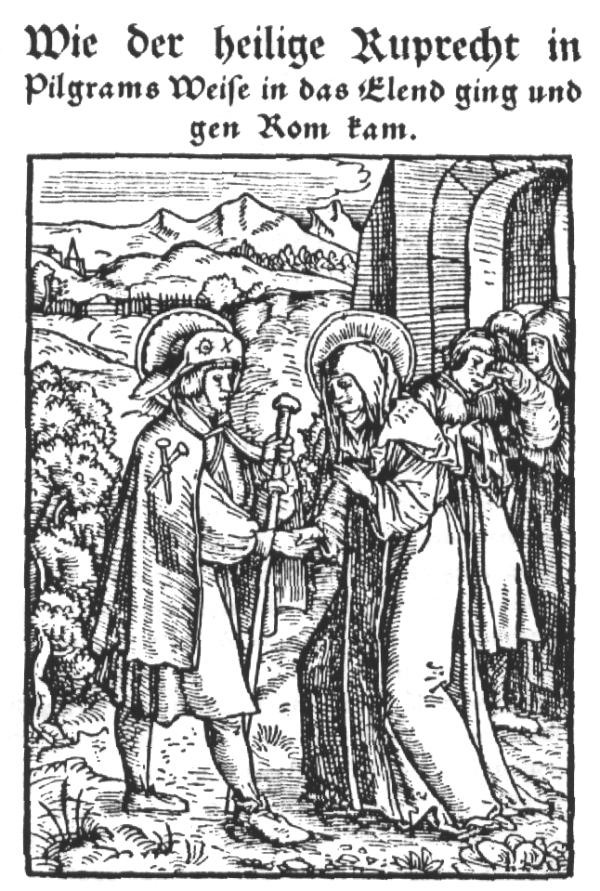
Gravat per Jacob Köbel, 1532.
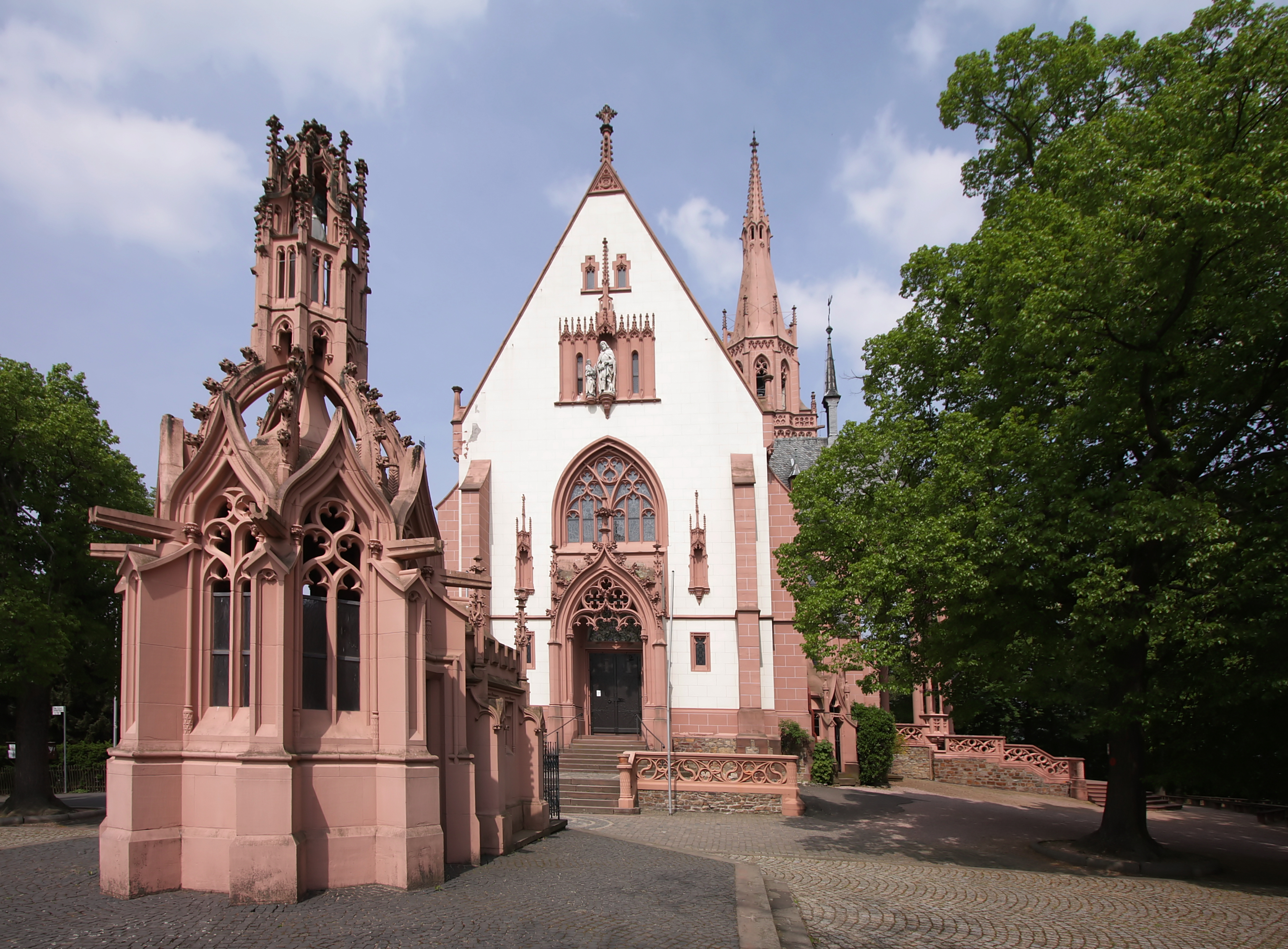
Rochuskapelle de Bingen
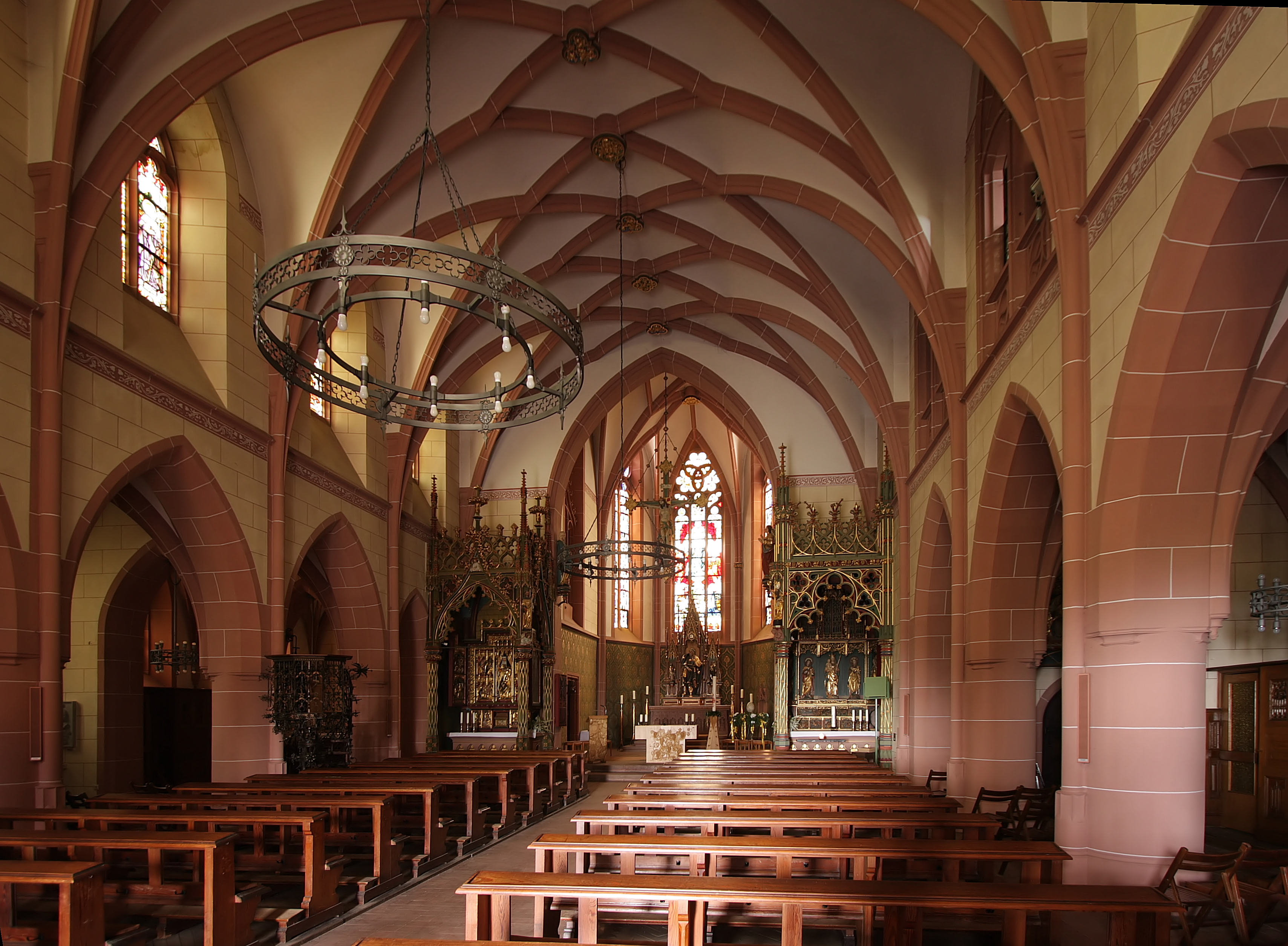
Interior de la Rochuskapelle, lloc d'enterrament del sant
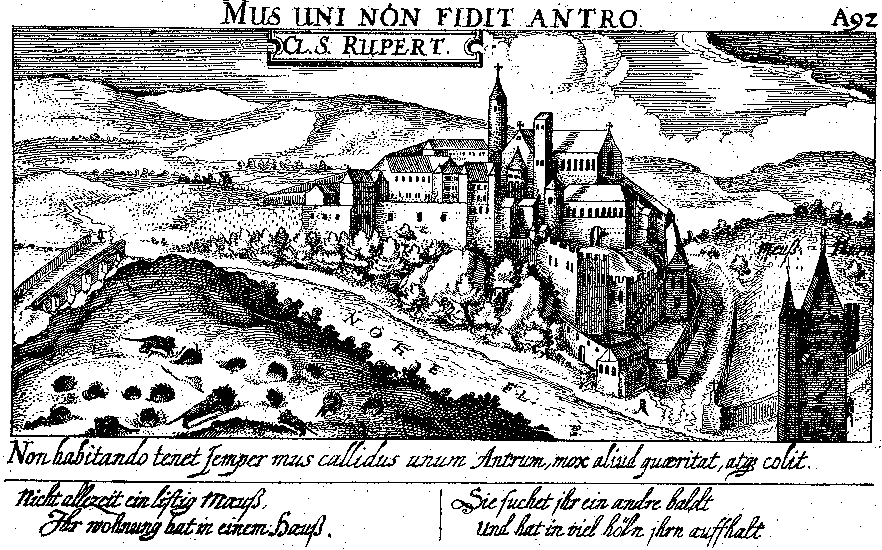
Monestir de Sant Rupert, a Bingen.